# Coppia omicida
Pour plus de détails, voir Fiche technique et Distribution.
Coppia omicida est un giallo italien réalisé par Claudio Fragasso et sorti en 1998.

## Synopsis
Dario et Luciana, récemment mariés, sont sans enfant et mènent une vie tranquille. Ils rencontrent bientôt Carla et Domenico, petits bourgeois le jour, tueurs impitoyables la nuit, prêts à perpétrer un massacre dans le centre ville pour éliminer un témoin. Leur premier réflexe est d'appeler la police, mais Dario et Luciana sont peu à peu entraînés dans le jeu auquel se livre un troisième personnage, glacial et sadique. 

## Fiche technique
- Titre original : Coppia omicida[1] (litt. « Un couple meurtrier »)
- Réalisation : Claudio Fragasso
- Scenario :	Claudio Fragasso, Rossella Drudi (it)
- Photographie :	Blasco Giurato
- Montage : Ugo De Rossi (it)
- Musique : Pino Donaggio
- Effets spéciaux : Franco Ragusa
- Décors : Franco Vanorio
- Production : Maurizio Amati (it), Aurelio De Laurentiis
- Société de production : Filmauro
- Pays de production :  Italie
- Langue originale : Italien
- Format : Couleurs - Son stéréo
- Durée : 106 minutes
- Genre : Giallo
- Dates de sortie :
  - Italie : 20 mars 1998

## Distribution
- Raoul Bova : Dario
- Laura Morante : Carla
- Raz Degan : Vito
- Francesca Schiavo : Luciana
- Thomas Kretschmann : Domenico
- Jacques Sernas : Godard
- Francesco Gusmitta : Franz